# ISO 3166-2:LS
Kódy ISO 3166-2 pro Lesotho identifikují 10 distriktů. První část (LS) je mezinárodní kód pro Lesotho, druhá část sestává z jednoho velkého písmene identifikujícího distrikt.

## Seznam kódů
| Kód  | Distrikt      |
| ---- | ------------- |
| LS-A | Maseru        |
| LS-B | Botha-Bothe   |
| LS-C | Leribe        |
| LS-D | Berea         |
| LS-E | Mafeteng      |
| LS-F | Mohale's Hoek |
| LS-G | Quthing       |
| LS-H | Qacha's Nek   |
| LS-J | Mokhotlong    |
| LS-K | Thaba-Tseka   |